# Ford Model 48
Ford Model 48 a fost un automobil produs în România înainte de al Doilea Război Mondial, în 1935, la uzina Ford din București. A fost primul model Ford fabricat în România. Motorul avea o putere de 60 CP.